# Druciarz, krawiec, żołnierz, szpieg (serial telewizyjny)
Druciarz, krawiec, żołnierz, szpieg (ang. Tinker Tailor Soldier Spy) – brytyjski serial telewizyjny z 1979 roku w reżyserii Johna Irvina. Adaptacja szpiegowskiej powieści o tym samym tytule autorstwa Johna le Carrégo.
Zdjęcia kręcono w Londynie, Oksfordzie, Glasgow i Lizbonie. Siedmioodcinkowy serial emitowano premierowo na antenie brytyjskiej telewizji BBC2 od 10 września do 22 października 1979 roku.
Miniserial doczekał się remake'u w postaci filmu fabularnego Szpieg (2011) w reżyserii Tomasa Alfredsona z Garym Oldmanem w roli głównej.

## Zarys fabuły
W zimnowojennej rzeczywistości agent-weteran George Smiley musi powrócić do pracy z emerytury, by odszukać radzieckiego szpiega działającego w szeregach MI6. Smiley prowadzi śledztwo w celu wykrycia, który z czterech jego dawnych współpracowników był podwójnym agentem.

## Obsada
- Alec Guinness – George Smiley
- Ian Richardson – Bill Haydon
- John Wells – dyrektor
- Siân Phillips – Ann Smiley
- Jo Apted – Linda
- Thorley Walters – Tufty Thessinger
- John Standing – Sam Collins
- Patrick Stewart – Karla
- Nigel Stock – Roddy Martindale
- Joss Ackland – Jerry Westerby[4]